# Quincy Anton Promes
Quincy Anton Promes (Amsterdam, Països Baixos, 4 de gener de 1992) és un futbolista neerlandès d'origen surinamès. Juga com a extrem i el seu club actual és el Dubai United. Ha estat condemnat per assalt agreujat i tràfic de drogues, i ha apel·lat les condemnes. Els Països Baixos n'han demanat l'extradició. Com que Rússia no té tractat d'extradició amb els Països Baixos, va poder continuar jugant amb l'Spartak fins que el març de 2024 fou arrestat als Emirats Àrabs Units. En ser alliberat amb la condició de no sortir del país mentre es tramitava l'extradició, va començar a jugar amb el Dubai United.

## Carrera

### FC Twente
Promes va fer el seu debut a l'Eredivisie amb l'FC Twente l'11 d'abril de 2012, entrant com a substitut en el minut 81 en un empat 2-2 amb l'AZ Alkmaar.

### Go Ahead Eagles
El 31 de juliol de 2012, Promes va fitxar pel Go Ahead Eagles de l'segona divisió dels Països Baixos a préstec per a la temporada 2012/13.

### Retorn al FC Twente
Va tornar al Twente per començar la campanya 2013/14 realitzant una molt bona temporada.

### Spartak de Moscou
El 8 d'agost de 2014, va ser transferit al Spartak de Moscou (Rússia) per 15 milions d'euros.
A la primera temporada amb el Spartak Moscou va marcar 13 gols i va repartir 3 assistències en 28 partits en la Lliga Premier de Rússia 2014-15.
La següent temporada va jugar 30 partits a la Lliga Premier de Rússia 2015-16 en què va marcar 18 gols i va repartir 4 assistències.
En temporada 206/17, la tercera temporada amb l'esquadra russa, amb la qual va jugar 26 partits, va repartir 9 assistències i va marcar 12 gols en la Lliga Premier de Rússia 2016-17; a més va disputar dos partits a la Lliga Europea de la UEFA 2016-17 però no va marcar gols. Va jugar la Supercopa de Rússia marcant un gol en la victòria 2-1 davant del Lokomotiv Moscou, guanyant el doblet de lliga i supercopa, guanyant els seus primers dos títols amb l'equip rus.
En la Temporada 2017-18, sent un dels jugadors més cobejats d'Europa, va arribar als 100 partits en lliga amb l'equip rus. A la temporada va jugar 36 partits en totes les competicions, dels quals 26 a la Lliga Premier de Rússia 2017-18 en els quals va repartir 7 assistències i va marcar 15 gols, el que li va servir per ser el màxim golejador de la Lliga Premier de Rússia 2017-18; també va jugar 5 partits a la Lliga de Campions 2017-18 aportant 2 gols i 2 assistències ajudant a l'equip a acabar tercer i poder classificar-se per a la Lliga Europa de la UEFA 2017-18 en la qual va jugar dos partits i no va marcar gols i en la Copa de Rússia va jugar 3 partits i va marcar 3 gols.

### Sevilla FC
El 31 d'agost de 2018 va fer oficial el seu fitxatge pel Sevilla FC per a les següents cinc temporades i amb la clàusula de rescissió més alta de la història del club sevillà.
Va acabar la temporada amb tres gols i nou assistències en 49 partits en totes les competicions.

### Ajax

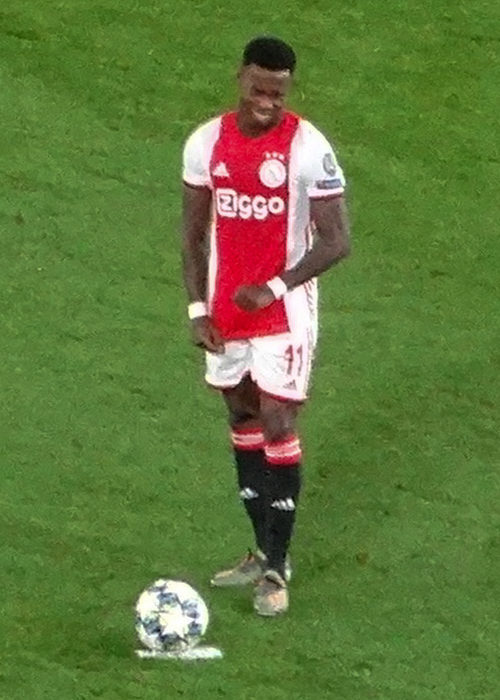
Promes jugant a l'Ajax el 2019

El 24 de juny de 2019, es va anunciar que Promes fitxava per l'AFC Ajax per cinc anys, per un traspàs de 15,7 milions d'euros, que podien arribar a 17,2 si es complien certes condicions. Promes va debutar amb l'Ajax contra el PSV a la Johan Cruijff Schaal el 27 de juliol de 2019, i fou substituït al minut 59 per Hakim Ziyech en la victòria de l'Ajax per 2–0.

### Retorn a l'FK Spartak Moscou

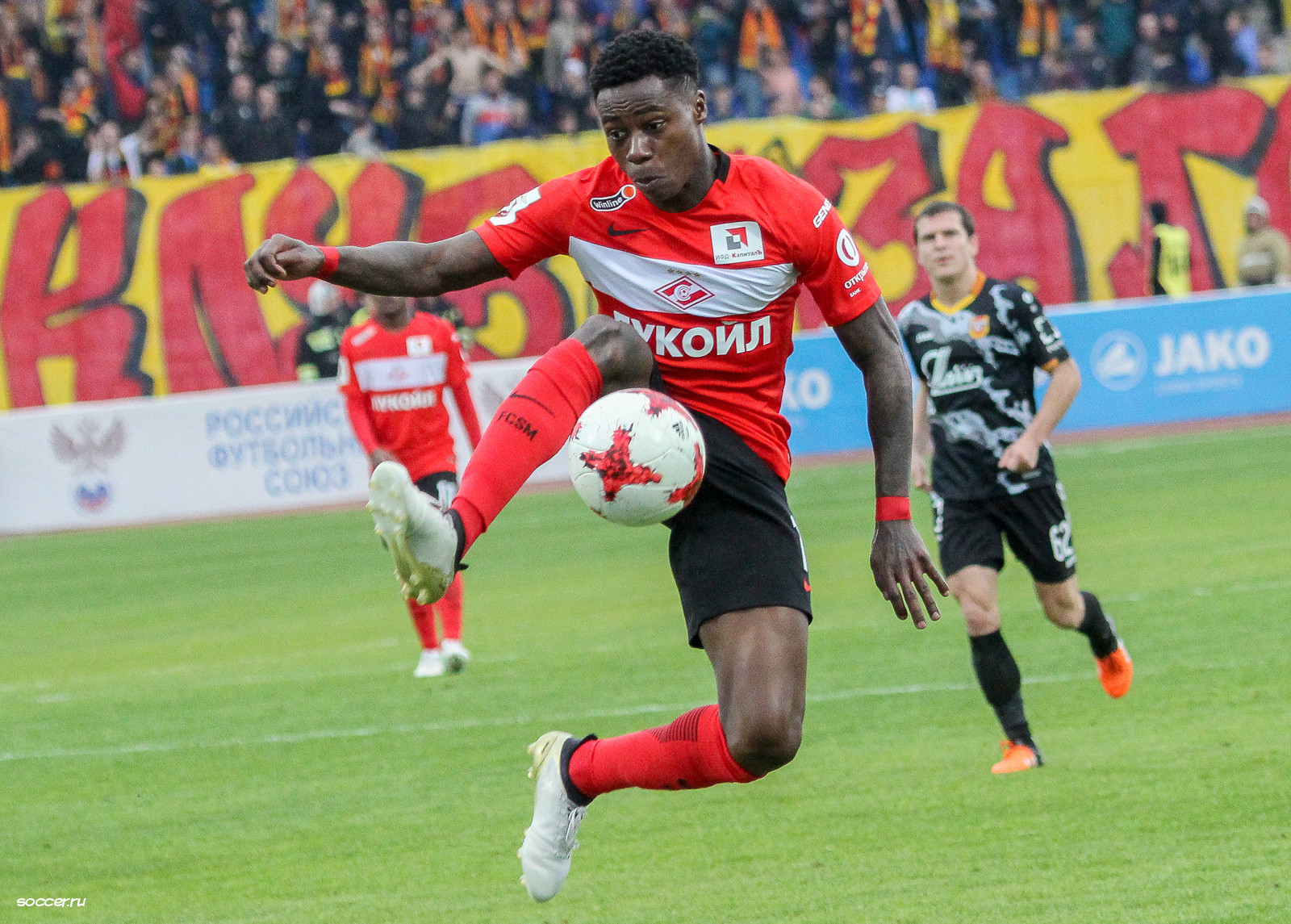
Quincy Promes

El 24 de febrer de 2021, es va anunciar que Promes s'havia traslladat de nou al seu club anterior, l'Spartak Moscou de la Premier League de Rússia, per una quota de 8,5 milions d'euros, signant un contracte de 3,5 anys amb l'equip rus.
El 29 de maig de 2022, Promes va marcar el gol de la victòria en una victòria per 2-1 sobre l'FC Dynamo Moscow a la final de la Copa de Rússia 2022.
L'1 de juliol de 2024, l'Spartak va anunciar que el contracte de Promes amb el club havia acabat i no es podia renovar a causa de les seves circumstàncies legals, encara que el club esperava tornar-lo a contractar si se'n resolien els problemes legals.

### Dubai United
El 4 de setembre de 2024, Promes va passar al Dubai United, un club de la Lliga de primera divisió dels Emirats Àrabs (el segon nivell).

## Estadístiques
| Equip             | Temporada | Lliga                   | Lliga   | Lliga | Copa    | Copa | Internacional | Internacional | Total   | Total |
| Equip             | Temporada | Divisió                 | Partits | Gols  | Partits | Gols | Partits       | Gols          | Partits | Gols  |
| ----------------- | --------- | ----------------------- | ------- | ----- | ------- | ---- | ------------- | ------------- | ------- | ----- |
| FC Twente         | 2012-13   | Eredivisie              | 3       | 0     | 0       | 0    | 1             | 0             | 4       | 0     |
| Go Ahead Eagles   | 2012-13   | Eerste Divisie          | 38      | 16    | 3       | 1    | -             | -             | 41      | 17    |
| FC Twente         | 2013-14   | Eredivisie              | 31      | 11    | 0       | 0    | -             | -             | 31      | 11    |
| Spartak de Moscou | 2014-15   | Lliga Premier de Rússia | 28      | 13    | 1       | 0    | -             | -             | 29      | 13    |
| Spartak de Moscou | 2015-16   | Lliga Premier de Rússia | 30      | 18    | 2       | 0    | -             | -             | 32      | 18    |
| Spartak de Moscou | 2016-17   | Lliga Premier de Rússia | 26      | 12    | 0       | 0    | -             | -             | 26      | 12    |
| Spartak de Moscou | 2017-18   | Lliga Premier de Rússia | 26      | 15    | 0       | 0    | -             | -             | 26      | 15    |
| Spartak de Moscou | 2018-19   | Lliga Premier de Rússia | 5       | 1     | 0       | 0    | 2             | 1             | 7       | 2     |
| Sevilla FC        | 2018-19   | Laliga Santander        | 18      | 1     | 5       | 0    | 6             | 1             | 29      | 2     |
| Total             | Total     | Total                   | 205     | 87    | 11      | 1    | 9             | 2             | 225     | 100   |

## Internacional
Va fer el seu debut amb els Països Baixos al març de 2014 en un partit amistós enfront de França.

## Processos criminals
El desembre de 2020, Promes fou detingut com a sospitós per un apunyalament que havia ocorregut el juliol d'aquell any. Fou alliberat al cap de poc temps mentre continuava la investigació. La víctima era un parent de Promes que suposadament s'havia discutit amb ell. Promes va negar que estigués implicat en l'incident, però el novembre de 2021 els fiscals holandesos van decidir portar-lo a judici. El març de 2022, es va anunciar que el càrrec que se li imputava era d'intent d'assassinat. La data inicial del judici havia de ser el 30 de març de 2022, però es va ajornar per la malaltia d'una persona clau del judici, sense fixar una nova data. No se li va retirar el passaport, tot i que es van confiscar temporalment les seves propietats als Països Baixos, i va poder continuar la seva carrera esportiva.
El 21 d'octubre de 2022, el tribunal va anunciar que el judici criminal de Promes seria el 3 de març de 2023. Promes no va assistir al seu judici, i va decidir quedar-se a Rússia, país amb el qual els Països Baixos no tenen tractat d'extradició. La fiscalia sol·licitava una sentència de dos anys de presó. El 15 de març de 2023, es va anunciar que el judici se suspenia per avaluar si es podia admetre una prova clau. Es tractava de les gravacions de Promes parlant sobre la seva participació en l'apunyalament en una trucada amb el seu pare, que la defensa deia que no eren admissibles al judici perquè l'autorització judicial per intervenir el telèfon de Promes s'havia emès per una altra investigació independent sobre narcotràfic. Al final, es va determinar que el càrrec per intent d'assassinat es rebaixaria a assalt agreujat. El 19 de juny de 2023, Promes va ser declarat culpable i el van sentenciar a 18 mesos de presó. El seu advocat va anunciar que apel·larien el veredicte, i l'Spartak va anunciar que la decisió no seria efectiva fins que no conclogués el procés d'apel·lació.
El 30 de maig de 2023, la Fiscalia holandesa va confirmar que després d'una investigació sobre narcotràfic, havien decidit processar Promes, acusant-lo d'haver intentat importar més d'1,3 tonelades mètriques de cocaïna pel port d'Anvers el gener de 2020. El judici va començar el 24 de gener de 2024, i la fiscalia va demanar nou anys de presó in absentia'. El 14 de febrer de 2024, Promes fou declarat culpable de narcotràfic i sentenciat a 6 anys de presó. Els seus advocats van anunciar que apel·larien el veredicte. Promes va entrar a la llista de persones buscades per la Interpol, tot i que es considerava que la probabilitat d'extraditar-lo era baixa, perquè Rússia i els Països Baixos no tenen tractat d'assistència legal bilateral. Se li van confiscar nou cases de la seva propietat a Almere, Amsterdam, Utrecht i Abcoude.
El 29 de febrer de 2024, Promes va ser detingut a l'Aeroport Al Maktum com a sospitós de deixar l'escena d'un accident de trànsit. Promes tornava a Rússia després d'una concentració que havia organitzat el seu club als Emirats abans d'un partit contra el FK Zenit Sant Petersburg el 2 de març 2024, i l'equip va haver de marxar sense ell. Fou alliberat l'endemà, però havia de quedar-se al país fins al judici per al càrrec menor; el 12 de març se li va imposar una multa. Aquell mateix dia el van tornar a arrestar perquè els Països Baixos havien enviat una petició oficial d'extradició pels crims d'assalt i narcotràfic, i el van tornar a alliberar amb unes condicions similars.